# Вільям Гао
Вільям Гао (кит.: 高鑫; піньїнь: Gāo Xīn; англ. William Gao Hardy) — англійський актор та музикант. Він відомий своєю дебютною телевізійною роллю Тао Сю в серіалі від Netflix «Коли завмирає серце».
Гао та його молодша сестра Олівія Харді утворюють музичний дует під назвою Wasia Project. Їхній перший EP How Can I Pretend? вийшов у травні 2022 р.

## Біографія
Гао народився 20 лютого 2003 в Південному Кройдоні. Він є сином батька-англійця та матері-китайки, яка переїхала до Англії у 20 років. Гао відвідував школу Трініті, де у 2022 році закінчив курс Рівень А з китайської мови, музики та драми. Він почав грати на класичному фортепіано в 11 років і був учасником Trinity Boys Choir. У травні 2019 року приєднався до Національного молодіжного театру.

## Фільмографія

### Серіали
| Рік  | Назва               | Роль    | Примітки     |
| ---- | ------------------- | ------- | ------------ |
| 2022 | Коли завмирає серце | Тао Сюй | Головна роль |

### Театр
| Рік  | Назва           | Роль     | Місце проведення              | Ref.   |
| ---- | --------------- | -------- | ----------------------------- | ------ |
| 2016 | Шекспір у 400   | Шайба    | Королівський фестивальний зал | [ 15 ] |
| 2016 | Сон в літню ніч | Павутина | Глайндборн                    |        |
| 2022 | Випробування    | Ксандер  | Склад Донмар                  | [ 16 ] |